# アダルト・コンテンポラリー・ミュージック
アダルト・コンテンポラリー・ミュージック（Adult contemporary music）は、コンテンポラリー・ポップ・ミュージックの音楽ジャンル、もしくはラジオ・フォーマットである。ACと略されることもある。

## 概要
アメリカのアダルト・コンテンポラリーのジャンルを代表する歌手には、ビリー・ジョエル、バーブラ・ストライサンド、ニール・ダイアモンドらがいる。日本ではこの種のフォーマットはAOR（Adult Oriented Rock、アダルト・オリエンテッド・ロック）として知られる。ボズ・スキャッグスやボビー・コールドウェルらが該当する。なお、アメリカではall musicの影響でソフトロックと混同する傾向があるが、日本で言うところの「ソフトロック」とは音楽性がかなり異なっている。欧米で指すAORは、en:Album-Oriented Rock（アルバムオリエンテッド・ロック）と解釈されることが多く、日本人の認識とは異なる場合もあるので注意が必要である。ACチャートやACラジオでは、コアなパンク、ヘヴィメタル、ブルース、ヒップホップ、レゲエなどは除外される傾向がある。
アメリカでは、ラジオのフォーマットとして、ACの派生ジャンルを以下のように分けることがある。
- ホット・アダルト・コンテンポラリー[2]
  - レニー・クラヴィッツやエアロスミス等の、ロック系ミュージシャンのバラードものなど。
- ソフト・アダルト・コンテンポラリー
- アーバン・アダルト・コンテンポラリー
  - アフリカ系アメリカ人のリスナーを視野に入れたものであり、ソウル/R&Bを洗練させポップ化、ソフト化した曲が中心である。[3]このフォーマットはクワイエット・ストームとも呼ばれる場合もある。ライオネル・リッチーやアニタ・ベイカー、レジーナ・ベル、シャーデー、ヴァネッサ・ウィリアムス等が上げられる。
- クリスチャン・アダルト・コンテンポラリー
  - エイミー・グラントやマイケル・W・スミスらが、この分野のシンガーである。

1990年代以降はスムーズジャズ/フュージョン等より広くの範囲を含めたニュー・アダルト・コンテンポラリー（NAC）といったフォーマットもある。

## 主なミュージシャン

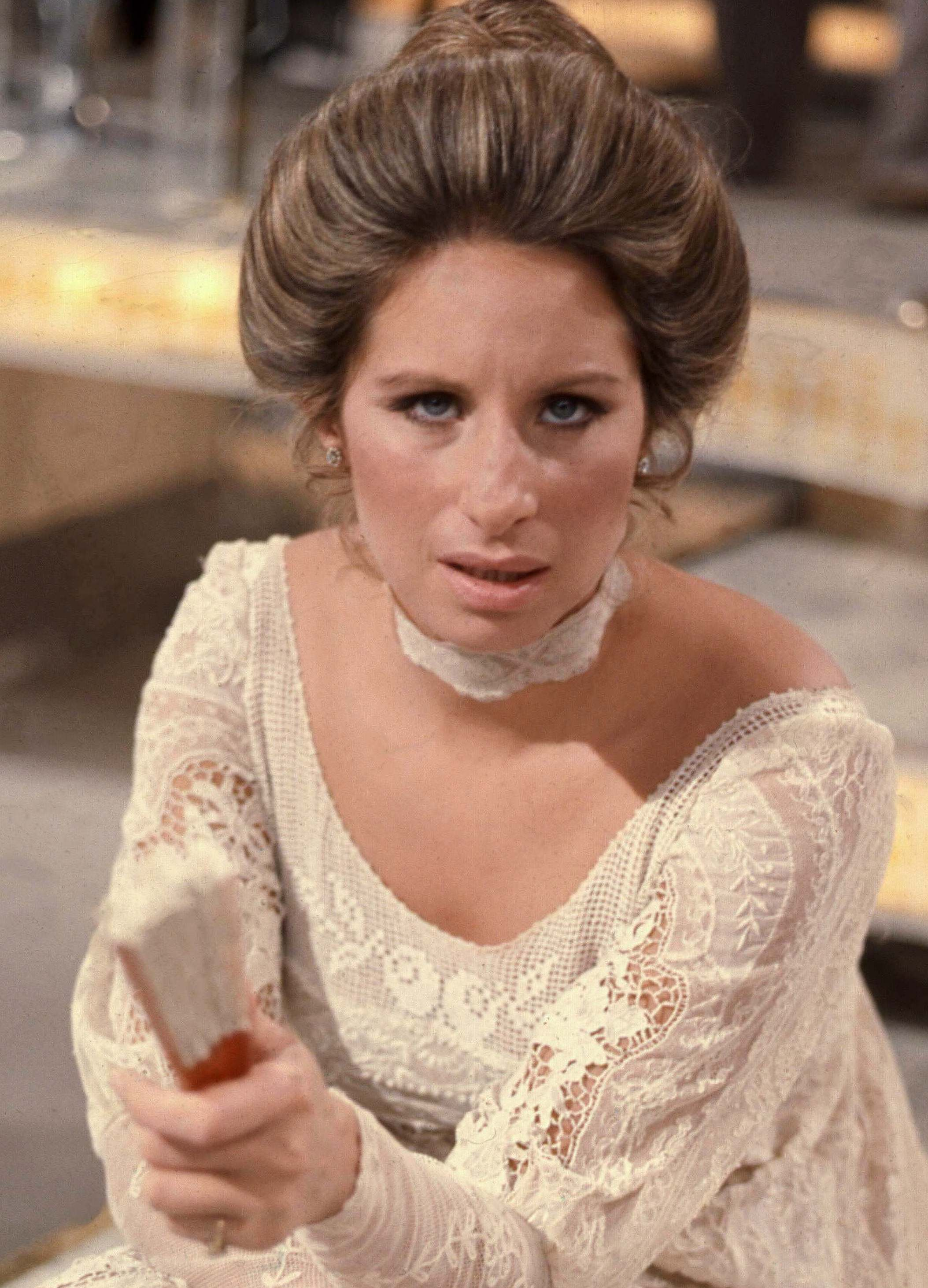
バーブラ・ストライサンド

- アル・スチュワート
- イアン・マシューズ
- エイドリアン・ガーヴィッツ
- エルトン・ジョン
- トニー・シュート
- ニール・ダイアモンド
- バーブラ・ストライサンド
- ビリー・ジョエル
- ビル・ラバウンティ
- ボズ・スキャッグス
- ボビー・コールドウェル
- ポール・デイヴィス
- マイケル・ジャクソン
- マイケル・マクドナルド
- マイケル・フランクス
- ラリー・リー
- ラリー・ジョン・マクナリー
- ランディ・ヴァンウォーマー
- ランディ・グッドラム
- ルパート・ホルムズ
- ロビー・デュプリー